# Chancenay
Chancenay – miejscowość i gmina we Francji, w regionie Grand Est, w departamencie Górna Marna.
Według danych na rok 1990 gminę zamieszkiwały 1183 osoby, a gęstość zaludnienia wynosiła 120 osób/km².